# Provincia di Phetchabun
La provincia di Phetchabun si trova in Thailandia e fa parte del gruppo regionale della Thailandia del Nord. Si estende per 12.668 km², ha 981 940 abitanti (2020) e il capoluogo è il distretto di Mueang Phetchabun, dove si trova la città principale Phetchabun.

## Geografia antropica

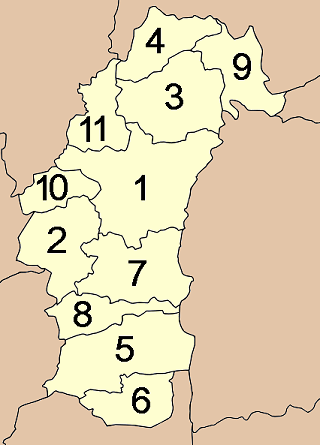
Mappa degli Amphoe

La provincia è suddivisa in 11 distretti (amphoe). Questi a loro volta sono suddivisi in 117 sottodistretti (tambon) e 1261 villaggi (muban).
| 1. Mueang Phetchabun 2. Chon Daen 3. Lom Sak 4. Lom Kao 5. Wichian Buri 6. Si Thep | 1. Nong Phai 2. Bueng Sam Phan 3. Nam Nao 4. Wang Pong 5. Khao Kho |

### Amministrazioni comunali
Non vi sono città maggiori, i soli comuni della provincia che hanno lo status di città minore (thesaban mueang) sono Phetchabun, Lom Sak e Wichian Buri, che a tutto il 2020 avevano rispettivamente 20 821, 11 525 e 22 379 residenti. Tra i comuni di sottodistretto (thesaban tambon), il più popoloso era Na Ngua con 12 859 residenti.